# 寅次郎的故事11 寅次郎勿忘我
《寅次郎的故事11 寅次郎勿忘我》（日語：男はつらいよ 寅次郎忘れな草）是一部1973年上映的日本喜剧电影，亦是《寅次郎的故事系列》的第十一部剧场版作品。由山田洋次导演，渥美清、倍赏千惠子、前田吟、松村达雄、三崎千惠子及浅丘瑠璃子等等主演。於1973年8月4日上映。

## 劇情簡介
當寅次郎在北海道奶牛場工作時，認識了三流歌手莉莉(清子)，寅次郎對他迷戀，其實寅次郎與莉莉有著相似的成長背景。寅次郎生了病，莉莉去拜訪他，打算告訴寅次郎，他對自己的愛意是會有回報的。莉莉被解僱，她決定在離開之前必須見寅次郎一面。

## 主要演员
- 车寅次郎：渥美清
- 诹访樱：倍赏千惠子
- 车龙造：松村达雄
- 车つね：三崎千恵子
- 诹访博：前田吟
- たこ社长：太宰久雄
- 源公：佐藤蛾次郎
- 吾作（梦シーン）：吉田义夫
- 栗原：织本顺吉
- 石田良吉：毒蝮三太夫
- 莉莉的妈妈：利根春恵
- 水原：江户家猫八
- 诹访满男：中村隼人
- 栗原的妻：中沢敦子
- 栗原的娘：成田みるえ
- めぐみ：北原ひろみ
- 御前样：笠智众
- 松冈清子（莉莉松冈）：浅丘瑠璃子

## 奖项
- 第28届每日电影奖之导演奖／山田洋次
- 第28届每日电影奖之编剧奖／山田洋次、宮崎晃、朝间义隆
- 电影旬報十大最佳日本电影部門第9位
- 第17届日本电影电视技术協会・录音之部／中村宽、松本隆司

### 英文
- . 英国电影协会.   [2013-05-02]. （原始内容存档于2012-10-17） （英语）.
- . Complete Index to World Film.   [2013-05-02]. （原始内容存档于2012-09-13） （英语）.

### 德文
- . www.molodezhnaja.ch.   [2013-05-02]. （原始内容存档于2012-07-19） （德语）.

### 日文
- . www.allcinema.net.   [2013-05-02]. （原始内容存档于2012-10-18） （日语）.
- . 日本电影院数据库（日本文化厅）.   [2013-05-02]. （原始内容存档于2012-02-26） （日语）. 外部链接存在于|publisher= (帮助)
- . 日本电影数据库.   [2013-05-02]. （原始内容存档于2013-01-04） （日语）.
- . 电影旬报.   [2013-05-02]. （原始内容存档于2012-03-09） （日语）.

### 中文
- . 豆瓣电影.   [2013-05-02]. （原始内容存档于2014-03-11）.